# Ротин, Григорий Михайлович
Григорий Михайлович Ротин (9 ноября 1918 года, село Дедуровка — 10 февраля 1980 года, Орск, Оренбургская область) — начальник участка дробильно-агломерационного цеха № 1 комбината «Южуралникель» Министерства цветной металлургии СССР, Оренбургская область. Герой Социалистического Труда (1966).

## Биография
Родился в 1918 году крестьянской семье в селе Дедуровка (сегодня Оренбургский район Оренбургской области).
С 1933 года — каменщик, машинист крана на строительстве различных объектов в Орске. В 1939 году призван на срочную службу в Красную Армию.
Участвовал в Великой Отечественной войне. Воевал помощником командира взвода связи в составе 28-го гвардейского кавалерийского полка 6-й гвардейской кавалерийской дивизии.
В 1946 году демобилизовался и возвратился в Орск, где стал трудиться машинистом крана, старшим машинистом на комбинате «Южуралникель». Получил среднее образование в вечерней школе. В 1959 году окончил Орский индустриальный техникум. Потом работал техником-металлургом, старшим мастером, начальником участка дробильно-агломерационного цеха № 1 «Южуралникеля».
Внедрил несколько десятков рационализаторских предложений, в результате чего значительно возросла производительность труда. Участок цеха № 1, которым руководил Григорий Ротин, досрочно выполнил коллективное социалистическое обязательство и плановые производственные задания Семилетки (1959—1965), выдав сверх плана более 57 тысяч тонн агломерата. Указом Президиума Верховного Совета СССР от 20 мая 1966 года «за выдающиеся успехи, достигнутые в развитии цветной металлургии» удостоен звания Героя Социалистического Труда с вручением Ордена Ленина и золотой медали Серп и Молот.
После выхода на пенсию проживал в Орске. Скончался в 1980 году.
Награды
- Герой Социалистического Труда
- Орден Ленина
- Орден Славы 3 степени
- Медаль «За взятие Кенигсберга»
- Медаль «За отвагу» (23.09.1944)
- Медаль «За победу над Германией в Великой Отечественной войне 1941—1945 гг.» (09.05.1945)
- Медаль «В ознаменование 100-летия со дня рождения Владимира Ильича Ленина»